# 謀殺犯的形成
《謀殺犯的形成》（英語：Making a Murderer）是由 Laura Ricciardi 和 Moira Demos 編導的美國真實犯罪紀錄片影集，於2015年12月18日在 Netflix 播出。
該節目講述了來自威斯康辛州馬尼托沃克縣的史蒂文·艾弗里（Steven Avery）的故事。艾佛里因性侵和謀殺 Penny Beerntsen 而被判入獄18年。他於2005年再次被檢控謀殺 Teresa Halbach，2007年被定罪。 Brendan Dassey 亦同時被檢控及定罪為共犯。
第一季主要記錄了1985年至2007年期間的事件。艾弗里於1985年被逮捕及定罪，但在2003年被赦免並釋放。釋放後不久，艾弗里對馬尼托瓦克縣提出民事索償訴訟，但卻於2005年被逮捕，連同其侄子 Brendan Dassey 一同被再次定罪。本季重點記錄控方強迫逼供的作法和辯護律師的無能。
第二季探討了艾弗里和 Dassey 定罪的後果，特別是對其家庭的影響。本季亦重點記錄艾弗里的新律師  (凯瑟琳·泽尔纳) 的調查過程，確認兩宗謀殺案均為陷害，和艾弗里的律師團隊對其進行成功辯護的努力。
第一季於2015年12月18日在 Netflix 首播。拍攝過程歷時10年；製片組必須頻繁往來紐約市和威斯康星。為了推廣這一系列節目，Netflix 在 YouTube 和 Netflix 上同時發布了第一集，屬其原創節目首例。
2016年7月，Netflix 續訂第二季，以探討定罪後果以及眾多幫助艾弗里的呼籲。第二季的10集於2018年10月19日開播。

## 迴響
謀殺犯的形成贏得了多個獎項，包括2016年的四次黃金時段艾美獎。就評價而言，該系列與 HBO 的系列 The Jinx 和播客 Serial 相比毫不遜色。 本作受到廣泛關注，並在馬尼托瓦克縣（事件發生地）和全美范圍內產生了相當大的爭議。2015年12月，白宮網站出現赦免艾弗里的請願書並獲得超過500,000個簽名，但白宮回應總統不能赦免個別州的刑事定罪。

## 外部連結
- 豆瓣电影上《謀殺犯的形成》的資料 （简体中文）